# Văpaia cea mare
Văpaia cea mare (titlul original: în rusă Клятва, transliterat: Kliatva) este un film  sovietic, realizat în 1946 în studiourile de film din Tbilisi Gruzia-film, de către regizorul Mihail Ciaureli. Este considerat ca o reprezentare a lui Stalin.

## Conținut
În iarna geroasă a anului 1924, Stepan Petrov, un activist bolșevic și fiica sa, Olga, se îndreptau spre Tsaritsyn prin stepele înzăpezite. Însă, drumul lor a fost blocat de o bandă de kulaci, care i-au atacat, iar Stepan a fost ucis. Înainte de a-și da ultima suflare, acesta a lăsat o scrisoare soției sale, Varvara, în care dezvăluia atrocitățile la care fuseseră supuse familiile țăranilor de către kulaci. Varvara și Olga au fost nevoite să meargă pe jos până la Moscova, de unde au fost trimise la Gorki alături de alți călători.
La Gorki, un grup internațional format din ucraineanul Baklan, georgianul Georgy și uzbecul Yusup, au aflat de moartea lui Lenin și au fost profund marcați de aceasta. Între timp, unii membri ai guvernului, precum Bukharin și Kamenev, începuseră să examineze planurile leniniste, în timp ce alții, precum Dzerjinski, Mikoyan și Voroșilov, s-au alăturat lui Stalin, care a urcat pe podiumul din Piața Roșie și a jurat să respecte și să aplice toate ideile lui Lenin. În timpul acestui moment, Varvara Petrova i-a înmânat lui Stalin scrisoarea lăsată de soțul său înainte de a muri.  
Varvara are doi fii, Serghei și Alexandru, care au realizat realizări remarcabile în URSS. Serghei, inspirat de Stalin, devine inventator și dezvoltă primul tractor sovietic. Fiul celălalt al Varvarei, Alexandru, devine directorul Fabricii de tractoare din Stalingrad. Stalin conduce populația URSS în implementarea Planurilor cincinale, în ciuda opoziției lui Bukharin, și în industrializarea țării. Însă, sabotatorii americani incendiază fabrica de tractoare, iar în acest proces, Olga, fiica Varvarei, este ucisă.
Când Germania amenință cu războiul, Serghei călătorește la Paris pentru a avertiza asupra pericolului iminent. În ciuda avertismentelor sovietice, Franța și Marea Britanie nu reacționează. La începutul celui de-al Doilea Război Mondial, cei doi fii se oferă voluntari pe front. După încheierea războiului, Varvara și Stalin se întâlnesc din nou la Kremlin. Stalin îi sărută mâna, în semn de recunoaștere a contribuției mamelor sovietice la victorie, și îi spune că tot ceea ce a fost prevăzut de Lenin va fi realizat în curând.

## Producție
Regizorul Mikheil Chaiureli a început planificarea filmului  în 1939, imediat după lansarea filmului său anterior, Marele răsărit, care a fost primul film care l-a prezentat pe Stalin ca fiind un ajutor devotat al lui Lenin. Producția filmului a fost amânată din cauza celui de-al Doilea Război Mondial, perioadă în care cultul personalității lui Stalin a fost lăsat deoparte în favoarea temelor patriotice, pentru a încuraja populația să reziste dușmanului. Pe măsură ce războiul se apropia de sfârșit și victoria părea sigură, cultul personalității a început să revină treptat pe ecran; după 1945, acesta a atins noi culmi, mult mai puternice decât înainte de război.
Dramaturgul Iosef Prut, care a fost prezent la o proiecție a filmului Văpaia cea mare pentru Stalin, a povestit că liderul sovietic a dezaprobat scena finală în care era arătat sărutând mâna Varvarei, spunându-i regizorului că nu a sărutat niciodată mâna unei femei în viața sa. Chaiureli i-a răspuns: "poporul știe mai bine ce face și ce nu face Stalin."

## Reacția contemporanilor
Văpaia cea mare a fost un mare succes în Uniunea Sovietică, fiind vizionat de aproximativ 20,8 milioane de persoane. În anul 1947, regizorul Mikheil Chaiureli, scenaristul Nikolai Pavlenko și actorii Serghei Gelovani, Sofia Gyatsintova și Mihail Plotnikov au primit toți Premiul Stalin, gradul I, pentru film.
Într-un articol publicat în Pravda pe 1 iulie 1946, criticul a scris că "în Văpaia cea mare... se demonstrează cum toate acțiunile tovarășului Stalin au fost consacrate, în unitate cu voința poporului... Meritul artistic și ideologic al filmului constă în reprezentarea iubirii și încrederii poporului față de tovarășul Stalin".
Cu toate acestea, filmul a fost criticat în Occident pentru propaganda sa politică și a fost interzis în unele țări. Cu toate acestea, a fost aprobat de cenzura franceză, deși o scenă în care apărea negativ Georges Bonnet a fost eliminată, în ciuda protestelor poliției care au afirmat că ar fi amenințat ordinea publică. Un critic din News of the World l-a numit ulterior "filmul pe care nu îndrăznesc să îl arate la Paris". Într-un articol publicat în 1949 în Les Lettres Françaises, Georges Sadoul l-a numit "un film ale cărui calități ar putea jigni pe savanții delicați și amatori și pe admiratorii lui Orson Welles... Văpaia cea mare este viitorul cinematografiei, nu mai puțin decât Cetățeanul Kane...". La un articol din 25 mai 1950, el scria că filmul "a deschis cea mai glorioasă eră a cinematografiei sovietice." Regizorul Grigori Roshal a descris filmul ca fiind "o legendă epică, o satiră tăioasă, un pamflet înflăcărat despre dușmani și o poveste sinceră a poporului sovietic simplu".
André Bazin, un critic de film care a cercetat cinematografia stalinistă, a considerat filmul ca fiind o piesă de propagandă, remarcând că "singura diferență între Stalin și Tarzan este că filmele despre acesta din urmă nu pretind a fi documentare".
Criticul Bosley Crowther de la New York Times a remarcat că acesta este "un omagiu adus lui Stalin... Cât se poate de fluent și de plin de viață... Pe scurt, Văpaia cea mare nu este subtil. Bate toba și ridică steagul pentru el... La fel de timid ca o paradă de 1 Mai".
După moartea lui Stalin în 1953, filmul Văpaia cea mare a fost scos din circulație și interzis după Discursul secret din 1956. 
Nikita Hrușciov, succesorul lui Stalin, a criticat filmul și lucrările lui Chaiureli în general, numindu-le "ideea de artă a unui lingău de cizme!"
În 1971, regizorul Dušan Makavejev a folosit imagini dintr-o copie a Văpaia cea mare găsită în arhivele iugoslave pentru a realiza filmul său W.R.: Misterele organismului.

## Distribuție
- Mihail Ghelovani – Iosif Stalin
- Alexei Gribov – Kliment Voroșilov
- Nikolai Konovalov – Mihail Kalinin
- Roman Yuriev – Andrei Jdanov
- Nikolai Rizov – Lazar Kaganovici
- G. Mushegian – Anastas Mikoian
- Alexander Khvylya – Semion Budionnîi
- Fedor Blazevici – Gheorghi Jukov
- George Belnikevich – Serghei Kirov
- A. Mansvtov – oficial din Kremlin
- G. Mushegyan – oficial din Kremlin
- Mikhail Sidorokin – oficial din Kremlin
- A. Sobolyeva – un oficial de la petrecere
- actor neidentificat – Adolf Hitler
- actor neidentificat – Feldmareșalul Friedrich von Paulus
- Sofia Gyatsintova – Varvara M. Petrova
- Nikolai Bogoliubov – Alexander Petrov / Stepan Petrov
- Dmitry Pavlov – Serghei Petrov
- Svetlana Bogoliubov – Olga Petrova
- Nikolai Plotnikov  – Ivan Yermilov
- Tamara Makarova – Xenia
- Vladimir Soloviov  – Simon Ruzaev
- Serghei Blinnikov – Cormorant
- George Sagaradze – George
- Paul Ismatov – Yusuf Turgunbaev
- Vladimir Balashov – Anatoly Lipsky
- Ilya Nabatov – Georges Bonnet
- Nikolai Chapligin – Johnson, jurnalist britanic
- Maxim Strauch – Rogers, jurnalist american
- Vladimir Maruta – Kaiser
- Vasili Merkuriev – generalul Nikolai Voronov

## Premii
- 1946 - Festivalul Internațional de Film de la Veneția - Mențiune specială a juriei criticilor internaționali.
- 1947 - Premiul Stalin de gradul I.